# Karl Krämer Verlag
Der Karl Krämer Verlag ist ein Fachverlag für Architektur und Bauwesen mit Sitz in Stuttgart. Der Verlag gibt Bücher zu den Themen zeitgenössische Architektur, Architekturgeschichte, Denkmalpflege, Wohnungsbau, Stadtentwicklung, Planen und Zeichnen, Architekturtheorie, Bautechnik und Bauplanung sowie Monographien und Werkberichte heraus. Im Karl Krämer Verlag erscheinen die Zeitschriften AW Architektur + Wettbewerbe und A+D Architecture + Detail. Zudem ist der Verlag seit vielen Jahren auf die Organisation und Dokumentation von renommierten Architekturpreisen und Wettbewerben (z. B. Deutscher Architekturpreis oder Egon-Eiermann-Preis) spezialisiert.
Der Verlag ist Mitglied im Börsenverein des Deutschen Buchhandels.

## Geschichte
Karl Krämer (1898–1982) war in den 1920er Jahren zunächst Inhaber des Akademischen Verlages Dr. Fritz Wedekind & Co. Dort erschienen avantgardistische Veröffentlichungen über die damalige Architekturelite der Moderne, wie beispielsweise Werke von Le Corbusier, Richard Döcker, Willi Baumeister, Adolf Behne und Jan Tschichold sowie Publikationen in Zusammenarbeit mit dem Deutschen Werkbund. Die politischen Entwicklungen der damaligen Zeit zwangen Karl Krämer zur Schließung dieses Verlages und zur angeordneten Vernichtung der Buchbestände. Mit der Gründung seiner neuen Firma konnte er wieder als Verleger und Fachbuchhändler tätig werden.